# IDOL×IDOL STORY!
『IDOL×IDOL STORY!』（アイドルアイドルストーリー）は、得能正太郎による日本の漫画作品。『COMIC FUZ』（芳文社）にて、2022年8月25日より連載中。
得能にとって3作目となる連載作品。公式略称は「アイスト」。

## あらすじ
アイドルが好きで自らもアイドル活動をしていた渚ミミは、自分には才能がないと夢を諦め、大学に通いながらバイトする日々を送っていた。
そんな彼女が最近お気に入りのアイドル・七種イブキのチェキ会に参加すると、なんとイブキはミミのアイドル時代を知っており、挫折を経験したミミは過去を思い出し気まずい思いをする。
ミミとイブキの2人が運命的に出会う一方で芸能界では、大規模なアイドルオーディションの企画が進行していた。

## 登場人物

### Super Star Ship! 参加者
渚 美海（なぎさ みみ）
本作の主人公の一人。22歳（大4）。愛称はミミ助。
身長：158cm、血液型：O型、誕生日：8月1日
出身地：東京、予選地区：東京
インディーズアイドル「ステラ」で3年間活動したのち才能がないと夢を諦め、大学に通いつつアルバイトの日々を送っていた。
気になるアイドル・七種イブキのチェキ会をきっかけに、もう一度アイドルの夢を追いかけてみたいと、Super Star Ship!への参加を決める。
七種 依吹（ななくさ いぶき）
本作の主人公の一人。17歳（高2）。愛称はブッキー。
身長：154cm、血液型：A型、誕生日：4月20日
出身地：東京、予選地区：東京
アイドルグループ「シュガースマイル」のメンバーとして1年間活動したが、メンバーと目標の高さが合わなくなったことで脱退し、Super Star Ship!に参加する。
籐真 朱璃（とうま しゅり）
16歳（高1）。愛称はシュリッペ。
身長：151cm、血液型：O型、誕生日：9月5日
出身地：新潟、予選地区：東京
実家がダンス教室をしていて、物心がつく前からダンスの経験がある。
ダンスの大会で優勝した経験もあり、参加者のなかでも飛びぬけてダンスが上手。
柊 小雪（ひいらぎ こゆき）
22歳（大4）。通称はコユキ。
身長：159cm、血液型：O型、誕生日：11月8日
出身地：神奈川（横浜）、予選地区：東京
優しい両親に何不自由ない生活を送り、一流大学に通いながら早々に大企業の内定を取った優等生。
周りから見れば勝ち組だが、自分の幸せは何なのかを見つけるためにSuper Star Ship!に参加する。
一次予選でミミと出会い、順位の近さや年齢が同じことで意気投合した。
一青 偏（ひとと ひとえ）
17歳（高2）。愛称はヒトヒト。
身長：160cm、血液型：B型、誕生日：6月15日
出身地：沖縄（東京在住）、予選地区：OM練習生推薦枠
Super Star Ship!を運営するOTOBOSHI MUSICの養成所に中3から在籍している。
未経験の状態から養成所に通う2年間でめきめきと実力を伸ばし、トップの成績を維持するようになる優等生。
千馬 律（せんば りつ）
21歳（高卒）。愛称はリッちゃん。
身長：160cm、血液型：A型、誕生日：2月9日
出身地：長崎（東京在住）、予選地区：OM練習生推薦枠
小1から高卒まで数社のアイドル養成所を渡り歩き、高卒から現在までOM養成所に在籍。
これまでにデビュー経験はなく、デビューが決まりそうになるたびに悪いことが起きて白紙になるため、疫病神と呼ばれていた。
弟は冴えないオタク。
九重 華鈴（ここのえ かりん）
18歳（高3）。愛称はココちゃん。
身長：164cm、血液型：A型、誕生日：11月11日
出身地：愛知（名古屋）、予選地区：愛知（名古屋）
5歳ごろから広告などのモデル系子役として活動。
OTOBOSHI MUSIC専務である九重楓の娘。
宝龍 紫織（ほうりゅう しおり）
17歳（高2）。通称はシオリ。
身長：162cm、血液型：A型、誕生日：9月9日
出身地：京都、予選地区：大阪
4歳からフィギュアスケートを始める。
ノービスのころに何度かの優勝経験もあるが、大会で勝てなくなってきたため、新しい目標を探してSuper Star Ship!に参加した。
赤桐 火花（あかぎり ひばな）
18歳（高3）。通称はヒバナ。
身長：161cm、血液型：A型、誕生日：8月19日
出身地：広島、予選地区：広島
小1から中3までバレエスクールに通っていた。
男勝りな口調で、明るく元気がよく、素直な性格。
如月 夢（きさらぎ めい）
14歳（中2）。通称はメイ。
身長：141cm、血液型：A型、誕生日：5月15日
出身地：鳥取、予選地区：広島
小2から中2の夏まで、大阪にあるアイドル養成所まで片道3時間かけて毎週通っていた。
昔アイドルになりたかった母の勧めでアイドル養成所に通っていたが、次第に自分自身の夢になっていることを自覚していく。
蒼井 光（あおい みちる）
19歳（高卒）。通称はミチル。
身長：164cm、血液型：O型、誕生日：12月17日
出身地：福岡（最近まで東京に住んでいたが、今は実家へ戻っている）、予選地区：福岡
物心がつく前からドラマなどの子役として活躍。
カリンとは昔からCMや雑誌の撮影現場でよく会う仲。
双葉 優梨（ふたば ゆうり）
20歳（大2）。愛称はユウちゃん。
身長：165cm、血液型：AB型、誕生日：7月24日
出身地：北海道（旭川）、予選地区：北海道（札幌）
小1から小4まで東京のダンススクールへ、家族で北海道に引っ越してからは旭川のダンススクールに通っていた。
参加者の紬は妹。
双葉 紬（ふたば つむぎ）
14歳（中2）。愛称はツム。
身長：137cm、血液型：B型、誕生日：10月20日
出身地：北海道（旭川）、予選地区：北海道（札幌）
優梨の妹。小4のころから姉と同じダンススクールへ通っている。
2歳のとき喘息を発症し、少しでも負担のない環境に住めるよう3歳のとき家族で北海道に引っ越した。
琴森 愛音（こともり あのん）
15歳（中3）。愛称はノン。
身長：143cm、血液型：AB型、誕生日：7月4日
出身地：沖縄、予選地区：沖縄
天才的な歌声の持ち主だが、かなりの気分屋。
民宿の娘で、布団の敷き方がプロ。
轟 麗（とどろき うらら）
19歳（大1）。通称はウララ。
身長：155cm、血液型：O型、誕生日：12月27日
出身地：青森、予選地区：宮城（仙台）
中学高校とダンススクールに通いながら、アイドルなどのバックダンサーの仕事もしていた。
現在はUチューブに歌やダンス動画をあげて活動中。
小犬丸 鈴（こいぬまる すず）
16歳（高2）。愛称はマル。
身長：147cm、血液型：AB型、誕生日：3月28日
出身地：秋田、予選地区：宮城（仙台）
人前に出ることが苦手で、被害妄想の癖がある。飼い犬である秋田犬のコタローと一次予選の動画を撮影した。
ドルオタであり、ミミ助のファン。

### Super Star Ship! 運営
音星 アリア（おとぼし アリア）
世界的ソロアーティスト。
サバイバルアイドルオーディション番組『Super Star Ship!』を企画した。
昔は悪ガキで、デビュー当時にSNSがあったら絶対炎上していたと言われるほど。
九重 楓（ここのえ かえで）
音星アリアの元マネージャーで、現在はOTOBOSHI MUSICの専務。
華鈴の母。
音星 翼（おとぼし つばさ）
アリアの義兄で、OTOBOSHI MUSICの専務。
良い噂を聞かない人物。

### Super Star Ship! 関係者
マックス武山（マックスたけやま）
フリーのダンサーで振付師。
アリアの振り付けもしており、師匠でもある。
猫田 にゃーこ（ねこた にゃーこ）
ボイストレーナー。 アリアの師匠でもある。
語尾に「にゃー」がつく。
影谷 徹（かげや とおる）
OM養成所所属のダンス講師。
OM養成所のなかでも一番厳しくて一番怖い先生。
妻との間に、この春で小学生にあがる娘がいる。

## 書誌情報
- 得能正太郎 『IDOL×IDOL STORY!』 芳文社〈芳文社コミックス / FUZコミックス〉、既刊8巻（2025年8月1日現在）[4]
  1. 2023年4月27日発売[3]、ISBN 978-4-8322-3990-6
  2. 2023年6月1日発売[3]、ISBN 978-4-8322-3998-2
  3. 2023年11月1日発売[5]、ISBN 978-4-8322-0337-2
  4. 2024年4月1日発売、ISBN 978-4-8322-0384-6
  5. 2024年8月1日発売、ISBN 978-4-8322-0420-1
  6. 2024年12月26日発売、ISBN 978-4-8322-0469-0
  7. 2025年4月1日発売、ISBN 978-4-8322-0491-1
  8. 2025年8月1日発売、ISBN 978-4-8322-0531-4

## タイアップ
叡山電鉄
コミックス第1巻発売を記念して2023年4月29日から8月27日まで、自社車両への本作のヘッドマークの掲出を実施。